# Nahom Mesfin
Nahom Mesfin (* 3. Juni 1989) ist ein äthiopischer Hindernisläufer.
2007 gewann er Bronze bei den Afrikaspielen in Algier und wurde Zwölfter bei den Weltmeisterschaften in Osaka.
2008 wurde er Vierter bei den Afrikameisterschaften in Addis Abeba und schied bei den Olympischen Spielen in Peking im Vorlauf aus.
Bei den Afrikameisterschaften 2010 in Nairobi wurde er Vierter und bei den Weltmeisterschaften 2011 Elfter.
2012 folgte einem vierten Platz bei den Afrikameisterschaften in Porto-Novo ein zwölfter Platz bei den Olympischen Spielen in London.

## Persönliche Bestzeiten
- 1500 m: 3:41,60 min, 10. April 2010, Kumamoto
  - Halle: 3:43,31 min, 9. Februar 2008, Valencia
- 3000 m (Halle): 7:46,39 min, 24. Februar 2008, Gent
- 5000 m: 13:29,74 min, 30. Mai 2009, Nobeoka
  - Halle: 13:56,16 min, 13. Februar 2009, Düsseldorf
- 10.000 m: 28:07,80 min, 20. Juni 2010, Shibetsu
- 3000 m Hindernis: 8:12,04 min, 29. August 2011, Daegu